# عروة زريقات
عروة زوريقات (القرن 20 -) هو مخرج وإعلامي أردني.

## حياته ونشأته
المخرج والإعلامي عروة زريقات، ويكنى (أبو خالد) مواليد الأردن، حاصل على بكالوريوس الحقوق عام 1967م من بيروت، قدم في الإذاعة الأردنية أول دور له في مسلسل درامي، ولم يكن قد دخل الجامعة وقتها، كان قد أنهى الثانوية العامة للتو، ولكن ميله الفطري للفن، وحبه له مذ كان طفلا قاداه إلى هناك، حيث رغب، وحيث بقي: ممثلا، ومن ثم مخرج مسلسلات تلفزيونية، ومنتجا منفذا، ومن قبل ومن بعد معد برامج متنوعة ومقدما لها. وهو عراب التلفزيون الأردني، وشيخ المخرجين - كما يطلق عليه البعض- وبدأ مسيرته المهنية ممثلاً في الإذاعة الأردنية، ليلتحق فيما بعد بالتلفزيون الأردني. حمل رسالة واحدة، خلف الكاميرا وأمامها. كسر الجدار العازل بين المواطن والمسؤول واقتحم بوابة التابوهات فسلط الضوء على هموم وقضايا المجتمع الأردني برؤية واضحة، لها ظلال وقادرة على التوصيل في آن واحد. له العديد من البرامج الحوارية مثل: “عين الكاميرا، بناة المستقبل، مساء الخير، حديث الناس، مواجهة، وجها لوجه، أهلا شباب و الحكي إلنا”، أول نشاط تلفزيوني له كان برنامج (نافذة على الأردن) من إعداده وتقديمه وإخراجه. ومثل هذه البرامج كانت عينا مفتوحة على مشاكل المجتمع ودلالاتها في زمن كانت فيه البرامج التلفزيونية مصابة بالإنكار. وبدأ زريقات حياته العملية مخرجا ومذيعا تلفزيونيا في نفس الوقت ولكن الدراما سرقته من البرامج التلفزيونية التي عاد الى تقديمها، وهو يجد نفسه في المجالين معا، من سماته الشخصية أنه، نقي السريرة، وفي، متواضع، عنيد في الحق، مرح وصاحب نكتة. قسماته مزيج من الحنان والصلابة. يرتبط عروة زريقات مع أولى لبنات تأسيس التلفزيون الأردني عام 1968م والذي قضى فيه حوالي (43) عاماً، حيث ظل من حينها رافضاً فكرة العمل الوظيفي، لاقتناعه بأن المبدع لا يمكن تقييده، وتنقل بين عدة تجارب أثبت خلالها حضوراً لافتاً حتى قاد طوال 4 سنوات برنامج الحكي إلنا الذي تناول قضايا الشباب
قدّم برنامج "الحكي إلنا" الذي عرض على الفضائية الأردنية. وأخرج العديد من الأعمال الدرامية من بينها مسلسل رياح الليل ومسلسل لغز الساعة الثالثة.

## أعماله
قدم المخرج عروة زريقات العديد من الأعمال الفنية، خاصة في مجال الإخراج التلفزيوني، والتي نذكر منها
- 2001م- الصرخة، مسلسل.(مخرج ومنتج منفذ)
- 2001م- المثل البدوي، مسلسل. (مخرج)
- 1998م- جرح الغزالة، مسلسل.(مخرج)
- 1988م- المعصرة، مسلسل.(مخرج)
- 1985م- محاكم بلا سجون، مسلسل.(مخرج)
- 1983م- جلوة راكان، مسلسل.(مخرج)
- 1982م- الإرادة، مسلسل.(مخرج)
- 1982م- السعد وعد، مسلسل.(مخرج)
- 1982م- سارة بين قلبين، مسلسل.(مخرج)
- 1981م- لغز الساعة الثالثة، مسلسل.(مخرج)
- 1980م- تل الفخار، مسلسل.(مخرج)
- 1977م- الكنز، مسلسل.(مخرج)
- 1975م- مواكب الهدى، مسلسل ديني (مخرج)
- اللغز البدوي، مسلسل.(مخرج)
- رياح الليل، مسلسل.(مخرج)
- الحطب والنار، مسلسل.(مخرج)
- طائر الشوك، مسلسل. (مخرج)